# Honorio Rua
Honorio Rua Betancourt (nascido em 1934) é um ex-ciclista de pista colombiano.

## Carreira olímpica
Representou a Colômbia no ciclismo nos Jogos Olímpicos de Verão de 1956 em Melbourne, onde competiu na prova de perseguição por equipes de 4 km em pista.